# Ahaetulla prasina
Ahaetulla prasina is een slang uit de familie toornslangachtigen (Colubridae) en de onderfamilie Ahaetuliinae.

## Naam en indeling
De wetenschappelijke naam van de soort werd voor het eerst voorgesteld door Heinrich Boie in 1827. Oorspronkelijk werd de wetenschappelijke naam Coluber Nasutus gebruikt.

### Ondersoorten
De soort wordt verdeeld in vier ondersoorten die onderstaand zijn weergegeven, met de auteur en het verspreidingsgebied.
| Naam                          | Auteur       | Verspreidingsgebied                  |
| ----------------------------- | ------------ | ------------------------------------ |
| Ahaetulla prasina medioxima   | Lazell, 2002 | China                                |
| Ahaetulla prasina prasina     | Boie, 1827   | De rest van het verspreidingsgebied. |
| Ahaetulla prasina preocularis | Taylor, 1922 | Filipijnen                           |
| Ahaetulla prasina suluensis   | Gaulke, 1994 | Filipijnen                           |

## Uiterlijke kenmerken
De slang wordt ongeveer zestig centimeter lang en heeft een zeer dun lichaam met een opvallend spitse kop. De kleur is groen met witte vlekjes op de rug en een lichtere tot gele buik. De ogen zijn opvallend groot en kunnen goed diepte waarnemen, wat te maken heeft met de voedselgewoonten.

## Leefwijze
De slang jaagt op kleine gewervelde dieren, zoals kikkers en hagedissen.

## Verspreiding en habitat
De soort komt voor in grote delen van Azië en leeft in de landen India (vooral in de districten Assam en Sikkim), Bangladesh, Bhutan, Myanmar, Thailand, Cambodja, Laos, Vietnam, China (vooral in Hongkong en Yunnan), Maleisië, Singapore, Indonesië (op de eilanden Borneo, Sulawesi, Anamba, Archipelago, Bali, Bangka, Belitung, Buton, Java, Kalimantan, Lombok, Mentawai eilanden, Natuna eilanden, Nias, Riau Archipelago, Sangihe eilanden, Sebuku, Simeulue, Sula Archipelago, Sumatra, Soembawa, Ternate en Lifou), Brunei en op de Filipijnen (op de eilanden Palawan, Panay en Calamian).
De habitat bestaat uit zowel drogere als vochtige tropische en subtropische bossen en tropisch en subtropisch scrubland. Ook in door de mens aangepaste streken zoals akkers, weilanden, plantages en landelijke tuinen zijn geschikt als leefruimte. De soort is aangetroffen van zeeniveau tot op een hoogte van ongeveer 1300 meter boven zeeniveau.

## Beschermingsstatus
Door de internationale natuurbeschermingsorganisatie IUCN is de beschermingsstatus 'veilig' toegewezen (Least Concern of LC).